# Demokratische Bauernpartei Deutschlands
Demokratische Bauernpartei Deutschlands (DBD) var et blokparti i DDR. Partiet blev grundlagt i 1948 efter instruktion fra den sovjetiske militæradministration for at svække de to borgerlige partier i den sovjetiske besættelseszone CDU og LDPD. Formålet med partiet var udover svækkelse af de borgerlige partier at etablere et parti, der kunne levere opbakning til planerne om afskaffelse af privat ejendomsret til landbrug og i stedet fremme landbrugsproduktionskooperativer. Partiet havde i 1948 30.000 medlemmer og opnåede i 1987 114.000 medlemmer.
Som blokparti deltog DBD i Demokratische Block og senere i Nationale Front. Partiet støttede i sin levetid DDR's magtbærende parti Sozialistische Einheitspartei Deutschlands (SED).
I forbindelse med DDR's sammenbrud fusionerede partiet ved det vesttyske CDU.

## Historie
Den sovjetiske militæradministration lod den 20. oktober 1946 afholde valg til landdagene i de enkelte lande (delstater), der indgik i besættelseszonen: Mecklenburg-Vorpommern, Brandenburg, Sachsen, Sachsen-Anhalt og Thüringen. Det var de eneste valg, der blev afholdt i besættelseszonen mellem krigens afslutning og oprettelsen af DDR i 1949. Tilsvarende valg i den sovjetiske besættelseszone i Østrig havde forinden resulteret i beskeden opbakning til kommunistpartiet, og det var forinden valget sikret, at SPD var blevet indlemmet i kommunistpartiet, der herefter blev videreført som SED. Valget i 1946 blev afholdt under forholdsvis frie former, men blev en skuffelse for SED, der klarede sig dårligt i forhold til de borgerlige partier LDP og CDU. Forholdet i Den demokratiske blok mellem på den ene side SED og på den anden side LDP og CDU var tiltagende anstrengt som følge af uenighed om Tysklands fremtid.
Som følge af disse forhold besluttede SED efter instrukser og i koordinering med den sovjetiske militæradministration (SMAD) at stifte to nye partier for at svække de borgerlige blokpartier. Det ene parti var National-Demokratische Partei Deutschlands (NDPD), der skulle tiltrække middelklassen med tidligere nazi-sympatier, og det andet parti var Demokratische Bauernpartei Deutschlands, der skulle samle langbrugsbefolkningen, da blev blev vurderet, at det ikke var muligt at involvere landmænd i SED-politik gennem den eksisterende langbrugsforening Vereinigung der gegenseitigen Bauernhilfe (VdgB), der havde stillet op til valget i 1946. De første bestyrelsesmedlemmer i Demokratische Bauernpartei Deutschlands (DBD) blev udpeget af SMAD og SED uden at de pågældende var blevet orienteret. Umiddelbart efter stiftelsen fik det nye parti pladser i Deutscher Volksrat (den 3. august 1948, i Demokratischer Block den 5. august 1948 og i Den Økonomiske Kommission (Deutsche Wirtschaftskommission) den 1. januar 1949. Udover etableringen af de to nye partier foretog SED og de sovjetiske myndigheder tillige en ændring af valgloven, således at der ikke længere kunne stemmes på enkelte partier, men derimod alene på en af SED tilrettelagt enhedsliste, hvor mandaterne på forhånd var fordelt, hvorefter vælgerne enten kunne stemme for eller imod listen i sin helhed.
Selve grundlæggelsen af DBD fandt sted den 29. april 1948 i Schwerin i Mecklenburg. Ordren til stiftelse af partiet blev givet af SED-medlemmet Ernst Goldenbaum, der blev det nye partis formand; en post han beholdt indtil 1982. Målet var at etablere kontakt til bønder og landbefolkning for at vinde dem til at opbygge socialismen. Som blokparti i DDR havde DBD formål at udbrede SED-linjen til befolkningsgrupper, der af forskellige årsager blev vurderet at være mere vanskelige at nå for SED. DBD havde til formål at repræsentere interesserne for små og mellemstore landbrug. I 1950'erne deltog partiet mod de fleste landmænds vilje i gennemførelsen af tvangskollektiviseringer af landbrug i DDR, der blev lagt ind under landbrugsproduktionskooperativer.
Støttet af SED udviklede partiet sig hurtigt indtil 1951. Antallet af medlemmer voksede til omkring 85.000 i løbet af tre år. Men som følge af store dele af landbefolkningens passive modstand mod kollektivisering stagnerede medlemstallet frem til 1970'erne. Fra midten af dette årti genvandt partiet - ligesom de øvrige blokpartier - gradvist organisatorisk styrke. I 1975 talte partiet omkring 90.000 medlemmer, i 1977 ca. 92.000 og i 1984 knap 108.000 medlemmer. I 1987 var der stadig 103.000 medlemmer.
Efter omvæltningerne i DDR i 1989/90 forsøgte partiet at relancere sig som et "økologisk landmandsparti", men ved det første frie valg i DDR den 18. marts 1990 fik partiet blot 2,2 % af stemmerne og dermed ni pladser i Volkskammer. DBD's højborge var i Mecklenburg-Vorpommern, hvor det i Neubrandenburg-distriktet opnåede 6,3% af stemmerne.
I juni 1990 besluttede 46 af de 58 tilstedeværende medlemmer af partiets eksekutivkomité at fusionere partiet med CDU. Ikke mange medlemmer skiftede medlemskab til CDU, men ved fusionen opnåede DBD-embedsmænd lederstillinger på føderalt, del-statsligt og lokalt niveau: Ulrich Junghanns blev økonomiminister og midlertidig formand for CDU i Brandenburg, Volker Sklenar var Thüringens landbrugsminister fra 1990 til 2009.

## Internationale kontakter
DBD havde internationale kontakter til en række tilsvarende blokpartier i en række lande i Østblokken, herunder polske Zjednoczone Stronnictwo Ludowe, ZSL (Forenede folkeparti) og bulgarske Bǔlgarski Zemedelski Naroden Sǔyuz, BZNS (Bulgarske Forenede Landbrugsfolk) samt forskellige landbrugsforeninger i Vesttyskland.

## Partiavis
Demokratische Bauernpartei Deutschlands etablerede sit egen partiavis, Bauernecho (da.: Bondeekko) umiddelbart efter stiftelsen af partiet, og første udgave af partiavisen udkom den 18. juli 1948 i et oplag på 125.000 eksemplarer, i 1985 var oplaget faldet til 91.100. Partiavisen blev udgivet under ISSN 0323-6471 med det officielle navn Bauern-Echo: Organ der Demokratischen Bauernpartei Deutschlands.
Avisens første chefredaktør var Leonhard Helmschrott, som forblev chefredaktør for avisen indtil 1989. Efterfølgeren, Uwe Creutzmann, havde fungeret som stedfortrædende chefredaktør siden 1974, blev valgt i november 1989 ved en hemmelig afstemning blandt flere kandidater.
DBD var det eneste af de fem DDR-blokpartier, der ikke udgav regionale aviser i DDR, men avisen blev i forskellige perioder udgivet i forskellige udgaver i DDR's bezirke. Oprindeligt blev avisen udgivet ugentligt, men frekvensen blev løbende øget, og fra 1962 udkom avisen dagligt.
Efter Berlinmurens fald og DDR's sammenbrud blev Bauernecho overtaget af forlagsgruppen Frankfurter Allgemeine Zeitung (FAZ), der fortsatte udgivelsen under navnet Deutsches Landblatt. FAZ havde ligeledes overtaget udgivelsen af øst-CDU's partiaviser, men indstillede den 31. juli 1992 udgivelsen af de tidligere "øst-aviser", herunder blev Deutsches Landblatt